# 2022년 AFC U-20 여자 아시안컵
2022년 AFC U-20 여자 아시안컵은 2022년 4월 4일부터 4월 17일까지 우즈베키스탄에서 열릴 예정이었던 11번째 AFC U-20 여자 아시안컵이다.
아시아 축구 연맹(AFC)은 2020년 10월 2일에 2022년 대회부터 AFC U-19 여자 챔피언십이라는 대회 이름을 AFC U-20 여자 아시안컵으로 바꿔서 열기로 결정했다. 이에 따라 AFC U-20 여자 아시안컵이라는 이름으로 열린 첫 대회가 될 예정이었다. 그러나 아시아 축구 연맹은 2021년 7월 5일에 공개된 공식 성명을 통해 코로나19 범유행의 여파를 고려하여 2022년에 우즈베키스탄에서 열릴 예정이었던 2022년 AFC U-20 여자 아시안컵을 취소하는 한편 우즈베키스탄에 2024년 AFC U-20 여자 아시안컵 개최권을 준다고 결정했다.

## 참가할 예정이었던 팀
다음 4개국이 본선에 직행할 예정이었다. 나머지 4개국은 예선을 통해 본선 진출 자격을 획득할 계획이었으나 대회가 취소되면서 무산되었다.
- 우즈베키스탄 (개최국)
- 일본 (2019년 AFC U-19 여자 챔피언십 우승)
- 조선민주주의인민공화국 (2019년 AFC U-19 여자 챔피언십 준우승)
- 대한민국 (2019년 AFC U-19 여자 챔피언십 3위)

## FIFA U-20 여자 월드컵 참가 팀
아시아 축구 연맹(AFC)은 2021년 10월 14일에 2019년 AFC U-19 여자 챔피언십에서 상위 3위 이내의 성적을 기록했던 팀들에게 코스타리카에서 열릴 예정인 2022년 FIFA U-20 여자 월드컵 참가 자격을 부여하기로 결정했다.
- 일본 (2019년 AFC U-19 여자 챔피언십 우승)
- 대한민국 (2019년 AFC U-19 여자 챔피언십 3위)
- 오스트레일리아 (2019년 AFC U-19 여자 챔피언십 4위)1

1 조선민주주의인민공화국은 원래 2019년 AFC U-19 여자 챔피언십에서 준우승을 차지했기 때문에 2022년 FIFA U-20 여자 월드컵 참가 자격을 획득했으나 아시아 축구 연맹에 코로나19 범유행의 여파를 이유로 대회에 불참한다고 통보했다. 이에 따라 아시아 축구 연맹은 2022년 3월 16일에 2019년 AFC U-19 여자 챔피언십에서 4위를 차지했던 오스트레일리아가 본선 진출 자격을 승계받는다고 결정했다.